# Огърличен гущер
Огърличният гущер, още източна огърлична пустинна игуана (Crotaphytus collaris), е вид влечуго от семейство Crotaphytidae.

## Разпространение
Видът е разпространен в Мексико и САЩ.